# Thor : Dieu du tonnerre
Pour les articles homonymes, voir Thor : God of Thunder.
Thor : Dieu du tonnerre (Thor: God of Thunder) est un jeu vidéo d'action développé par Liquid Entertainment et édité par Sega, sorti en 2011 sur Wii, PlayStation 3, Xbox 360, Nintendo DS et Nintendo 3DS.

## Accueil
- Jeuxvideo.com : 14/20 (PS3/X360)[1] - 15/20 (Wii)[2] - 9/20 (3DS)[3] - 10/20 (DS)[4]